# Coffre von Bellevue
Die 1901 ausgegrabene Steinkiste Coffre von Bellevue (französisch Coffre de Bellevue oder Coffre mégalithique du château de Bellevue) liegt 500 m südwestlich des Dorfes Presles im Département Val-d’Oise in Frankreich zwischen dem kommunalen Friedhof und dem Wasserturm.
Die neolithische Steinkiste ist die kleinste Kollektivbestattung im Val-d’Oise.  Sie besteht aus vier Kalksteinplatten von 60 bis 80 cm Höhe und 25 cm Dicke. Sie bilden ein Rechteck von etwas weniger als 2,0 m Länge und 1,0 m Breite. Bei der Ausgrabung wurden die Überreste von acht Personen (drei Frauen, zwei Männer und drei Kinder) gefunden. Die Grabbeigaben bestanden aus einer polierten Feuersteinaxt, einem Axtamulett aus Serpentin und Tonscherben. Die Ausgrabungen erbrachten auch eine Reihe von kleineren Steinen rund um die Kiste, die Überreste eines Cairns oder Tumulus sein könnten. 
In der Nähe liegen die Galeriegräber Allée couverte Le Blanc Val,  Dolmen de la Pierre Plate und La Pierre Turquaise.